# BSC Oppau
BSC Oppau – niemiecki klub piłkarski, grający obecnie w Bezirkslidze Vorderpfalz (odpowiednik ósmej ligi), mający siedzibę w mieście Ludwigshafen am Rhein (w dzielnicy Oppau), leżącym w Nadrenii-Palatynacie.

## Historia
- 01.04.1914 – został założony jako Fußball-Gesellschaft 1914 Oppau
- 27.05.1937 – połączył się z Turnerbund Germania 1889 Oppau, TV Edigheim i Ring- and Stemmclub Oppau tworząc TSG 1889 Oppau
- 30.09.1943 – połączył się z TSG Ludwigshafen i VfL Friesenheim tworząc KSG Ludwigshafen
- 1945 – zmienił nazwę na ASV Oppau
- 04.08.1950 – zmienił nazwę na BSC 1914 Oppau

## Sukcesy
- 1 sezon w Gaulidze Südwest/Mainhessen (1. poziom): 1942/43.
- 4 sezony w Oberlidze Südwest (1. poziom): 1948/49-1949/50 i 1961/62-1962/63.
- 8 sezonów w 2. Oberlidze Südwest (2. poziom): 1953/54-1960/61.
- 3 sezony w Regionallidze Südwest (2. poziom): 1963/64-1965/66.
- 7 sezonów w Amateurlidze Südwest (3. poziom): 1952/53, 1966/67-1969/70 i 1973/74-1974/75.
- 3 sezony w 2. Amateurlidze Vorderpfalz (4. poziom): 1970/71-1972/73.
- 3 sezony w Bezirkslidze Vorderpfalz (4. poziom): 1975/76-1977/78.
- 6 sezonów w Bezirkslidze Vorderpfalz (5. poziom): 1978/79-1980/81 i 1986/87-1988/89.
- 5 sezonów w Landeslidze Südwest Gruppe Ost (5. poziom): 1989/90-1993/94.
- mistrz Amateurliga Südwest  (3. poziom): 1953 (awans do 2. Oberligi Südwest)
- mistrz 2. Amateurliga  Vorderpfalz (4. poziom): 1973 (awans do Amateurligi Südwest)
- mistrz Bezirksklasse Vorderpfalz-Nord (6. poziom): 1986 (awans do Bezirksligi Vorderpfalz)
- mistrz Bezirksklasse Vorderpfalz-Nord (9. poziom): 2011 (awans do Bezirksligi Vorderpfalz)
- wicemistrz 2. Oberliga Südwest  (2. poziom): 1961 (awans do Oberligi Südwest)